# Laura Agea
Laura Agea (ur. 17 lutego 1978 w Narni) – włoska polityk, posłanka do Parlamentu Europejskiego VIII kadencji.

## Życiorys
W 2003 ukończyła socjologię na Università degli Studi di Urbino Carlo Bo. Rok później na tej samej uczelni ukończyła studia podyplomowe z zakresu administracji. W latach 2000–2013 pracowała jako pracownik biurowy w przedsiębiorstwie Cartotecnica Tifernate.
W wyborach w 2014 z listy Ruchu Pięciu Gwiazd uzyskała mandat eurodeputowanej, uzyskując 39 469 głosów. W PE zasiadała do 2019. We wrześniu tegoż roku powołana na podsekretarza stanu przy ministrze do spraw europejskich. Funkcję tę pełniła do lutego 2021. W 2022 opuściła Ruch Pięciu Gwiazd, związała się z ugrupowaniem Insieme per il Futuro, które założył Luigi Di Maio.